# Fäsjön, Hälsingland
Fäsjön är en sjö i Bollnäs kommun i Hälsingland och ingår i Ljusnans huvudavrinningsområde. Sjön har en area på 0,359 kvadratkilometer och ligger 47,2 meter över havet.

## Delavrinningsområde
Fäsjön ingår i det delavrinningsområde (679279-154283) som SMHI kallar för Utloppet av Fäsjön. Medelhöjden är 77 meter över havet och ytan är 2,94 kvadratkilometer. Det finns inga avrinningsområden uppströms utan avrinningsområdet är högsta punkten. Vattendraget som avvattnar avrinningsområdet har biflödesordning 2, vilket innebär att vattnet flödar genom totalt 2 vattendrag innan det når havet efter 33 kilometer. Avrinningsområdet består mestadels av skog (57 procent), öppen mark (12 procent) och jordbruk (15 procent). Avrinningsområdet har 0,35 kvadratkilometer vattenytor vilket ger det en sjöprocent på 12 procent.